# Fenena von Kujawien

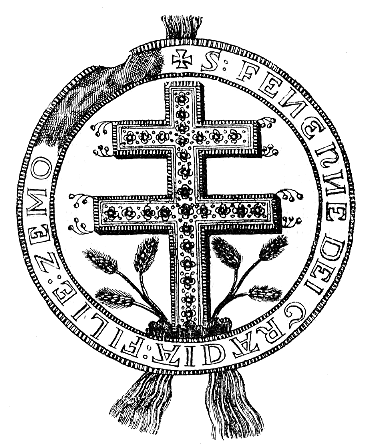
Siegel

Fenena von Kujawien (polnisch Fenenna inowrocławska; * 1276; † 8. September 1295 in Buda) war eine polnische Prinzessin aus dem Herzogtum Kujawien und durch ihre Vermählung mit Andreas III. von Ungarn im Jahr 1290 auch Königin von Ungarn. Sie entstammte dem Adelsgeschlecht der Piasten.

## Leben
Sie wurde als Tochter von Herzog Siemomysław von Kujawien in Inowrocław und seiner Gemahlin Salome von Pommerellen geboren.
Im Jahre 1290 wurde sie 13-jährig mit dem um 11 Jahre älteren Andreas III. von Ungarn verheiratet, im selben Jahr wurde sie zusammen mit ihrem Gemahl zum ungarischen Königspaar gekrönt. 
Das Paar hatte nur eine Tochter Elisabeth (um 1293–1336), die Nonne im Dominikanerinnenkloster Töss bei Winterthur wurde.
Fenena verstarb nach fünfjähriger Ehe im Jahre 1295 im Alter von 18 Jahren, ihr Gemahl heiratete fünf Monate nach ihrem Tod die deutsche Königstochter Agnes von Österreich.